# Патрік Стюарт
Сер Па́трік Г'юз Стю́арт (англ. Patrick Hewes Stewart; нар. 13 липня 1940) — британський актор театру, кіно і телебачення, один з основних акторів Королівської Шекспірівської трупи протягом двадцяти семи років (з 1966 по 1993).
Офіцер ордена Британської імперії (з 2001). Був посвячений у лицарі Королевою Великої Британії Єлизаветою II в 2010.

## Біографія
Народився 13 липня 1940 року в бідній сім'ї відставного військового Альфреда Стюарта і ткачихи Гледіс Стюарт у місті Мірфілд. Його батько мав посттравматичний розлад і родина жила в страху перед його запальністю. Обидва старших брата Патріка, Трейвор і Джеффрі, вибрали армійську кар'єру. Сам він у 11 років від учителя церковної школи отримав пораду зайнятися акторською грою. Патрік брав уроки театрального мистецтва в середній школі і пройшов курси майбутнього відомого актора Браяна Блесседа в сусідньому Майтомройді. В 15 років Стюарт покинув загальноосвітню школу, щоб навчатися у театральній школі. Паралельно він влаштувався репортером у місцеву газету, проте згодом мусив обирати на чому зосередитися і обрав театр.
У 18 років у Патріка розвинулася аутоімунна алопеція — він швидко облисів, що втім дозволило йому легко змінювати ролі перуками. Стюарт виграв грант на навчання в Бристольській театральній школі «Олд Вік». Грав у театрах Ліверпуля та Шеффілда впродовж 1961—1962 років, гастролював по Австралії, Новій Зеландії та Південній Африці, згодом у Лондоні. В 1966 році Патрік став членом Королівської шекспірівської трупи в Стретфорді-на-Ейвоні, продовжував гастролював по всій країні і за кордоном. Того ж року він одружився з Шейлою Фальконер, котра була хореографом, незабаром у них народилися двоє дітей — Деніел в 1967 і Софія в 1973. Патрік багато працював, майже не маючи часу на близьке спілкування з дружиною та дітьми. Разом з тим Стюарти змогла прибати будинок в лондонському передмісті.
З 1967 по 1987 рік Стюарт знімався в телепостановках п'єс і в телесеріалах. Через облисіння він майже в кожній ролі носив перуку, що надавало йому різних образів. На початку 1980-х зіграв короля Леондегранса в лицарському епосі «Ескалібур» (1981) і Гурні Галлека в «Дюні» (1984). У 1987 році Патрік Стюарт вирушив до Каліфорнії взяти участь в університетських читаннях. Під час читань там перебував продюсер телесеріалу «Зоряний шлях: Наступне покоління». Побачивши Стюарта, він твердо вирішив, що той мусить грати в серіалі. Патрік підписав контракт, думаючи, що серіал не буде популярним і невдовзі він зможе повернутися до Великої Британії. Проте «Наступне покоління» навпаки мав величезний успіх, у тому числі завдяки капітану Пікару в виконанні Стюарта. Актор мусив лишитися в Лос-Анджелесі, а між зйомками грав у бродвейських театрах. Завдяки Пікару на його спектаклі стали ходити фанати «Зоряного шляху». Подружнє життя в цей час розладналося, в 1990 році Патрік розлучився з Шейлою.
У 1994 році, після завершення «Нового покоління», Стюарт повернувся в Англію, де продовжив роботу в театрі. Образ капітана Пікара став обтяжливим для нього, адже в акторі глядачі бачили саме його. Він знявся в повнометражних фільмах за «Зоряним шляхом»: «Покоління», «Перший контакт», «Повстання», «Відплата». В 1998 році він отримав «Золотий глобус» за роль капітана Ахава в телеверсії «Мобі Діка». В 1997 році Патрік заручився з Венді Ньюсс, однією з продюсерів «Нового покоління», а в 2000 році вони одружилися. Також у 1997 на знімальному майданчику політичного трилера «Теорія змови» його познайомили з режисера Браяном Сінгером. Той вирішив дати роль професора Чарльза Ксав'єра з «Людей Ікс». Також озвучував персонажів анімаційних фільмів і серіалів: «Сімпсони», «Принц Єгипту», «Джиммі Нейтрон: Геніальний хлопчик», «Володар сторінок, англомовні версії «Навсікаї з Долини вітрів» і «Стімбоя». У 2003 розпався шлюб з Венді Ньюсс, Патрік завів роман з молодою актрисою Лізою Діллон, що тривав до 2007. Найвідомішою роллю 2000-х стала роль Чарльза Ксав'єра в продовженнях «Людей Ікс».
На естафеті до Олімпійських ігор 2012 Патріку Стюарту було доручено нести Олімпійський вогонь. Цього ж року одружився з актрисою Санні Озелл і оселився в Брукліні.

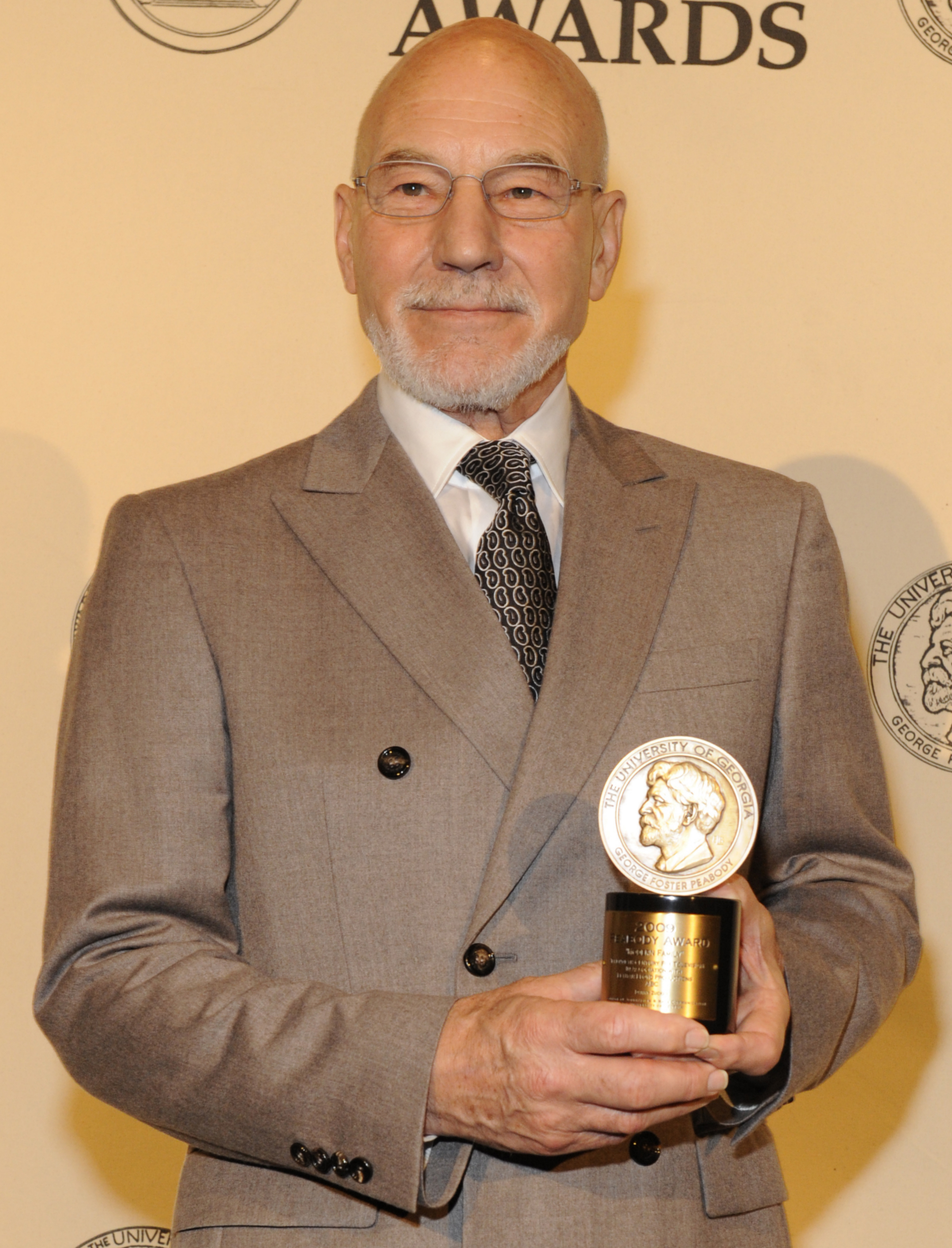
Патрік Стюарт на нагородженні Премією Пібоді, 2012 рік

## Громадська діяльність
Патрік Стюарт підтримує благодійну організацію Combat Stress, що допомагає військовослужбовцям з посттравматичним стресовим розладом. Допомагає ініціативі ООН з подолання цього розладу. Також Патрік Стюарт підтримує рухи, ініціативи й освітні проєкти з протидії домашньому насильству.
У 2018 році підписав звернення Американського ПЕН-центру на захист українського режисера Олега Сенцова, політв'язня у Росії. Того ж року брав участь в заходах кампанії People's Vote з підтримки брексіту. В 2019 був обраний речником Міжнародного комітету порятунку, неурядової організації з питань гуманітарної допомоги та розвитку.
Ідентифікує себе як соціаліста та є членом партії Лейбористів. Атеїст, але вірить у певні енергії, що визначають життя. Підтримує легалізацію евтаназії у Великій Британії.
Крім того Патрік Стюарт підтримує футбольний клуб Гаддерсфілд Таун.

## Фільмографія

### Кінофільми
| Рік  |    | Українська назва                          | Оригінальна назва                           | Роль                               |
| ---- | -- | ----------------------------------------- | ------------------------------------------- | ---------------------------------- |
| 1975 | ф  | Гедда                                     | Hedda                                       | Ейлерт Льовборг                    |
| 1975 | ф  | Хеннессі                                  | Hennessy                                    | Тілні                              |
| 1980 | ф  | Маленький лорд Фаунтлерой                 | Little Lord Fauntleroy                      | Вілкінс                            |
| 1981 | ф  | Екскалібур                                | Excalibur                                   | Лодеґранс                          |
| 1982 | мф | Чумні пси                                 | The Plague Dogs                             | мер Джон Одрі (голос)              |
| 1984 | ф  | Дюна                                      | Dune                                        | Ґурні Галлек                       |
| 1985 | ф  | Кодове ім'я: Смарагд                      | Code Name: Emerald                          | полковник Пітерс                   |
| 1985 | ф  | Доктор і дияволи                          | The Doctor and the Devils                   | професор Маклін                    |
| 1985 | ф  | Життєва сила                              | Lifeforce                                   | доктор Армстронг                   |
| 1985 | ф  | Дикі гуси 2                               | Wild Geese II                               | російський генерал                 |
| 1986 | ф  | Леді Джейн                                | Lady Jane                                   | Генрі Грей                         |
| 1991 | ф  | Лос-Анджелеська історія                   | L.A. Story                                  | містер Пердью                      |
| 1993 | ф  | Робін Гуд: Чоловіки у трико               | Robin Hood: Men in Tights                   | Річард I                           |
| 1993 | мф | Жах перед Різдвом                         | The Nightmare Before Christmas              | оповідач (голос)                   |
| 1994 | ф  | Ганмен                                    | Gunmen                                      | Луміс                              |
| 1994 | мф | Володар сторінок                          | The Pagemaster                              | Пригода (голос)                    |
| 1994 | ф  | Зоряний шлях: Покоління                   | Star Trek: Generations                      | Жан-Люк Пікар                      |
| 1995 | ф  | Джефрі                                    | Jeffrey                                     | Стерлінг                           |
| 1995 | ф  | Нехай це буду я                           | Let It Be Me                                | Джон                               |
| 1996 | ф  | Зоряний шлях: Перший контакт              | Star Trek: First Contact                    | Жан-Люк Пікар                      |
| 1997 | ф  | Теорія змови                              | Conspiracy Theory                           | доктор Джонас                      |
| 1997 | ф  | Заговорщики                               | Masterminds                                 | Бентлі                             |
| 1998 | мф | Принц Єгипту                              | The Prince of Egypt                         | Сеті I (голос)                     |
| 1998 | ф  | Бастіон                                   | Safe House                                  | Мейс Соувелл                       |
| 1998 | ф  | Зоряний шлях: Повстання                   | Star Trek: Insurrection                     | Жан-Люк Пікар                      |
| 2000 | ф  | Люди Ікс                                  | X-Men                                       | Чарльз Ксав'єр / Професор Ікс      |
| 2001 | мф | Джиммі Нейтрон: Геніальний хлопчик        | Jimmy Neutron: Boy Genius                   | Король Губот (голос)               |
| 2002 | ф  | Зоряний шлях: Відплата                    | Star Trek: Nemesis                          | Жан-Люк Пікар                      |
| 2003 | ф  | Люди Ікс 2                                | X-Men 2                                     | Чарльз Ксав'єр / Професор Ікс      |
| 2004 | мф | Повернення в Гайю                         | Boo, Zino & the Snurks                      | Альберт Дролінгер                  |
| 2005 | мф | Курча Ціпа                                | Chicken Little                              | містер Вуленсворт (голос)          |
| 2005 | ф  | Гра їхнього життя                         | The Game of Their Lives                     | Дент Макскіммінг-старший           |
| 2005 | а  | Навсікая з Долини Вітрів                  | 風の谷のナウシカ                            | Лорд Юпа (дубляж)                  |
| 2005 | а  | Стімбой                                   | スチームボーイ                              | Ллойд Стім (дубляж)                |
| 2006 | мф | Бембі 2                                   | Bambi II                                    | Великий Принц (голос)              |
| 2006 | ф  | Люди Ікс: Остання битва                   | X-Men: The Last Stand                       | Чарльз Ксав'єр / Професор Ікс      |
| 2007 | мф | Черепашки Ніндзя                          | TMNT                                        | Макс Вінтерс / Йотль (голос)       |
| 2009 | ф  | Люди Ікс: Росомаха                        | X-Men Origins: Wolverine                    | Чарльз Ксав'єр (камео)             |
| 2011 | мф | Гномео та Джульєта                        | Gnomeo & Juliet                             | пам'ятник Вільяма Шекспіра (голос) |
| 2012 | мф | Льодовиковий період 4                     | Ice Age 4: Continental Drift                | Аріскретл (голос)                  |
| 2012 | ф  | Третій зайвий                             | Ted                                         | оповідач (голос)                   |
| 2013 | ф  | Полювання на слонів                       | Hunting Elephants                           | Лорд Майкл Сімпсон                 |
| 2013 | ф  | Росомаха                                  | The Wolverine                               | Чарльз Ксав'єр (камео)             |
| 2013 | мф | Легенди країни Оз                         | Legends of Oz: Dorothy's Return             | Таґґ (голос)                       |
| 2014 | ф  | Люди Ікс: Дні минулого майбутнього        | X-Men: Days of Future Past                  | Чарльз Ксав'єр / Професор Ікс      |
| 2015 | ф  | Зелена кімната                            | Green Room                                  | Дарсі                              |
| 2015 | ф  | Третій зайвий 2                           | Ted 2                                       | оповідач (голос)                   |
| 2016 | мф | Спарк: Герой всесвіту                     | Spark                                       | Капітан (голос)                    |
| 2017 | мф | Емоджі Муві                               | The Emoji Movie                             | Poop (голос)                       |
| 2017 | ф  | Лоґан: Росомаха                           | Logan                                       | Чарльз Ксав'єр / Професор Ікс      |
| 2019 | ф  | Ангели Чарлі                              | Charlie's Angels                            | Стен Бослі                         |
| 2019 | ф  | Майбутній король                          | The Kid Who Would Be King                   | Мерлін                             |
| 2020 | мф | Повелитель драконів                       | Drachenreiter                               | Нетлбренд (голос)                  |
| 2022 | ф  | Доктор Стрендж у мультивсесвіті божевілля | Doctor Strange in the Multiverse of Madness | Чарльз Ксав'єр / Професор Ікс      |
| 2026 | ф  | Месники: Судний день                      | Avengers: Doomsday                          | Чарльз Ксав'єр / Професор Ікс      |

### Телебачення
| Рік       |    | Українська назва                   | Оригінальна назва                                 | Роль                               |
| --------- | -- | ---------------------------------- | ------------------------------------------------- | ---------------------------------- |
| 1967      | с  | Вулиця коронації                   | Coronation Street                                 | пожежний (Епізод #1.638)           |
| 1969      | с  |                                    | Civilisation                                      | Гораціо (S1-E6)                    |
| 1973      | тф |                                    | Play of the Month: The Love-Girl and the Innocent | Гурвіч                             |
| 1974      | с  | Падіння орлів                      | Fall of Eagles                                    | Володимир Ленін (3 епізоди)        |
| 1974      | тф | Антоній і Клеопатра                | Antony and Cleopatra                              | Енобарбус                          |
| 1974      | тф | Черчилль                           | The Gathering Storm                               | Клемент Еттлі                      |
| 1975      | тф |                                    | Joby                                              | Редж Вестон                        |
| 1976      | с  | Я, Клавдій                         | I, Claudius                                       | Сеян (4 епізоди)                   |
| 1979      | с  | Шпигун, вийди геть!                | Tinker Tailor Soldier Spy                         | Карла (S1-E4)                      |
| 1980      | тф | Гамлет, принц Датський             | Hamlet, Prince of Denmark                         | Клавдій                            |
| 1982      | с  | Люди Смайла                        | Smiley's People                                   | Карла (S1-E6)                      |
| 1984      | тф | Іван Павло II                      | Pope John Paul II                                 | Владислав Ґомулка                  |
| 1987—1994 | с  | Зоряний шлях: Наступне покоління   | Star Trek: The Next Generation                    | Жан-Люк Пікар (головна роль)       |
| 1993      | тф | Поїзд смерті                       | Death Train                                       | Малкольм Філпот                    |
| 1993      | с  | Зоряний шлях: Глибокий космос 9    | Star Trek: Deep Space Nine                        | Жан-Люк Пікар (S1-E1)              |
| 1994      | с  | SNL                                | Saturday Night Live                               | гість (S19-E12)                    |
| 1995      | с  | 500 націй                          | 500 Nations                                       | оповідач (8 епізодів)              |
| 1995      | мс | Сімпсони                           | The Simpsons                                      | Номер Перший (голос, S6-E12)       |
| 1996      | тф | Кентервільський привид             | The Canterville Ghost                             | Сер Саймон де Кентервіль           |
| 1998      | с  | Мобі Дік                           | Moby Dick                                         | Капітан Ахаб (2 епізоди)           |
| 1999      | тф | Різдвяна пісня                     | A Christmas Carol                                 | Ебенізер Скрудж                    |
| 1999      | тф | Колгосп тварин                     | Animal Farm                                       | Наполеон (голос)                   |
| 2002      | тф | Король Техасу                      | King of Texas                                     | Джон Лір                           |
| 2003      | с  | Фрейзер                            | Frasier                                           | Аластер Берк (S11-E3)              |
| 2003      | тф | Лев узимку                         | The Lion In Winter                                | король Генріх II                   |
| 2004      | тф | Останній дракон                    | The Last Dragon                                   | оповідач (голос)                   |
| 2005      | с  | Масовка                            | Extras                                            | Патрік Стюарт (S1-E6)              |
| 2005—2018 | мс | Сім'янин                           | Family Guy                                        | різні ролі (голос, 16 епізодів)    |
| 2005—2018 | мс | Американський тато!                | American Dad!                                     | Ейвері Баллок (голос, 122 епізоди) |
| 2005      | тф | Снігова королева                   | The Snow Queen                                    | Ворон (голос)                      |
| 2009      | тф | Гамлет                             | Hamlet                                            | Клавдій, Привид                    |
| 2010      | тф | Макбет                             | Macbeth                                           | Макбет                             |
| 2012      | тф | Річард II                          | Richard II                                        | Джон Гонт                          |
| 2012      | с  | Щоденне шоу                        | The Daily Show                                    | кореспондент (7 епізодів)          |
| 2012      | мс | Футурама                           | Futurama                                          | Huntmaster (голос, S7-E11)         |
| 2012—2014 | мс | Робоцип                            | Robot Chicken                                     | різні ролі (голос, 3 епізоди)      |
| 2014      | с  | Космос: подорож у просторі та часі | Cosmos: A Spacetime Odyssey                       | Вільгельм Гершель (S1-E4)          |
| 2015—2016 | с  | Блант говорить                     | Blunt Talk                                        | Волтер Блант (головна роль)        |
| 2016      | с  | Незламна Кіммі Шмідт               | Unbreakable Kimmy Schmidt                         | в ролі себе (S2-E4)                |
| 2020      | с  | Космос: можливі світи              | Cosmos: Possible Worlds                           | Вільгельм Гершель (S1-E3)          |
| 2020—2023 | с  | Зоряний шлях: Пікар                | Star Trek: Picard                                 | Жан-Люк Пікар (головна роль)       |

## Озвучування відеоігор
| 1994 | Lands of Lore: The Throne of Chaos                               | король Річард                 |
| 1995 | Star Trek: The Next Generation — A Final Unity                   | Жан-Люк Пікар                 |
| 1997 | Star Trek Generations                                            | Жан-Люк Пікар                 |
| 1999 | Star Trek: Hidden Evil                                           | Жан-Люк Пікар                 |
| 2000 | Star Trek: Invasion                                              | Жан-Люк Пікар                 |
| 2000 | Star Trek: Armada                                                | Жан-Люк Пікар / Речник борґів |
| 2001 | Star Trek: Armada II                                             | Жан-Люк Пікар                 |
| 2002 | Star Trek: Bridge Commander                                      | Жан-Люк Пікар                 |
| 2002 | Star Trek: Starfleet Command III                                 | Жан-Люк Пікар                 |
| 2002 | X-Men: Next Dimension                                            | Чарльз Ксав'єр / Професор X   |
| 2003 | X2: Wolverine's Revenge                                          | Чарльз Ксав'єр / Професор X   |
| 2003 | Star Trek: Elite Force II                                        | Жан-Люк Пікар                 |
| 2004 | Forgotten Realms: Demon Stone                                    | Келбан Арунсан                |
| 2004 | X-Men Legends                                                    | Чарльз Ксав'єр / Професор X   |
| 2005 | X-Men Legends II: Rise of Apocalypse                             | Чарльз Ксав'єр / Професор X   |
| 2006 | The Elder Scrolls IV: Oblivion                                   | Імператор Уриїл Септім VII    |
| 2006 | X-Men: The Official Game                                         | Чарльз Ксав'єр / Професор X   |
| 2006 | Star Trek: Legacy                                                | Жан-Люк Пікар                 |
| 2010 | Castlevania: Lords of Shadow                                     | Зобек                         |
| 2010 | Lego Universe                                                    | Оповідач                      |
| 2011 | The Sims Medieval                                                | Оповідач                      |
| 2011 | War of the Worlds                                                | Оповідач                      |
| 2014 | Castlevania: Lords of Shadow 2                                   | Оповідач                      |
| 2014 | Family Guy: The Quest for Stuff                                  | озвучує самого себе           |
| 2019 | Shadow Point                                                     | Оповідач                      |
| 2019 | Felix the Reaper: A Romantic Comedy Game About the Life of Death | Оповідач                      |